# Kiviloo
Kiviloo este o arie protejată (arie specială de conservare — SAC, sit de importanță comunitară — SCI) din Estonia întinsă pe o suprafață de 25,7 ha, integral pe uscat.

## Localizare
Centrul sitului Kiviloo este situat la coordonatele 59°18′11″N 25°14′20″E / 59.303°N 25.2389°E.

## Înființare
Situl Kiviloo a fost declarat sit de importanță comunitară în aprilie 2004 pentru a proteja 1 specie de plante. Situl a fost protejat și ca arie specială de conservare în iunie 2005.

## Biodiversitate
Situată în ecoregiunea boreală, aria protejată conține 3 habitate naturale: Mlaștini alcaline, Păduri fino-scandinave bogate în ierburi cu Picea abies, Păduri caducifoliate de mlaștină fino-scandinave.
La baza desemnării sitului se află o specie protejată de  plante: Saussurea alpina subsp. esthonica.
Pe lângă speciile protejate, pe teritoriul sitului au mai fost identificate 9 specii de plante.